# Большая Коклала
Большая Коклала (мар. Нольыкмарий) — деревня в Сернурском районе Республики Марий Эл. Входит в состав Чендемеровского сельского поселения.

## География
Находится в северо-восточной части республики Марий Эл на расстоянии приблизительно 5 км на юг-юго-запад от районного центра посёлка Сернур.

## История
Деревня известна с 1678 года. В 1885 году в 59 дворах проживал 341 человек, все мари. В 1925 году в селении проживали 320 человек, из них 302 мари, 18 русских. Накануне войны в 70 дворах проживали более 400 человек. В 1972 году в 56 дворах проживали 259 человек, в 1981 году — в 53 дворах 202 жителя. В 2005 году отмечено 54 двора. В советское время работали колхозы «Марий» и «Волгыдо».

## Население
Население в 2002 году составляло 187 человек (мари 99 %), 196 в 2010.